# 필립 크레멘츠

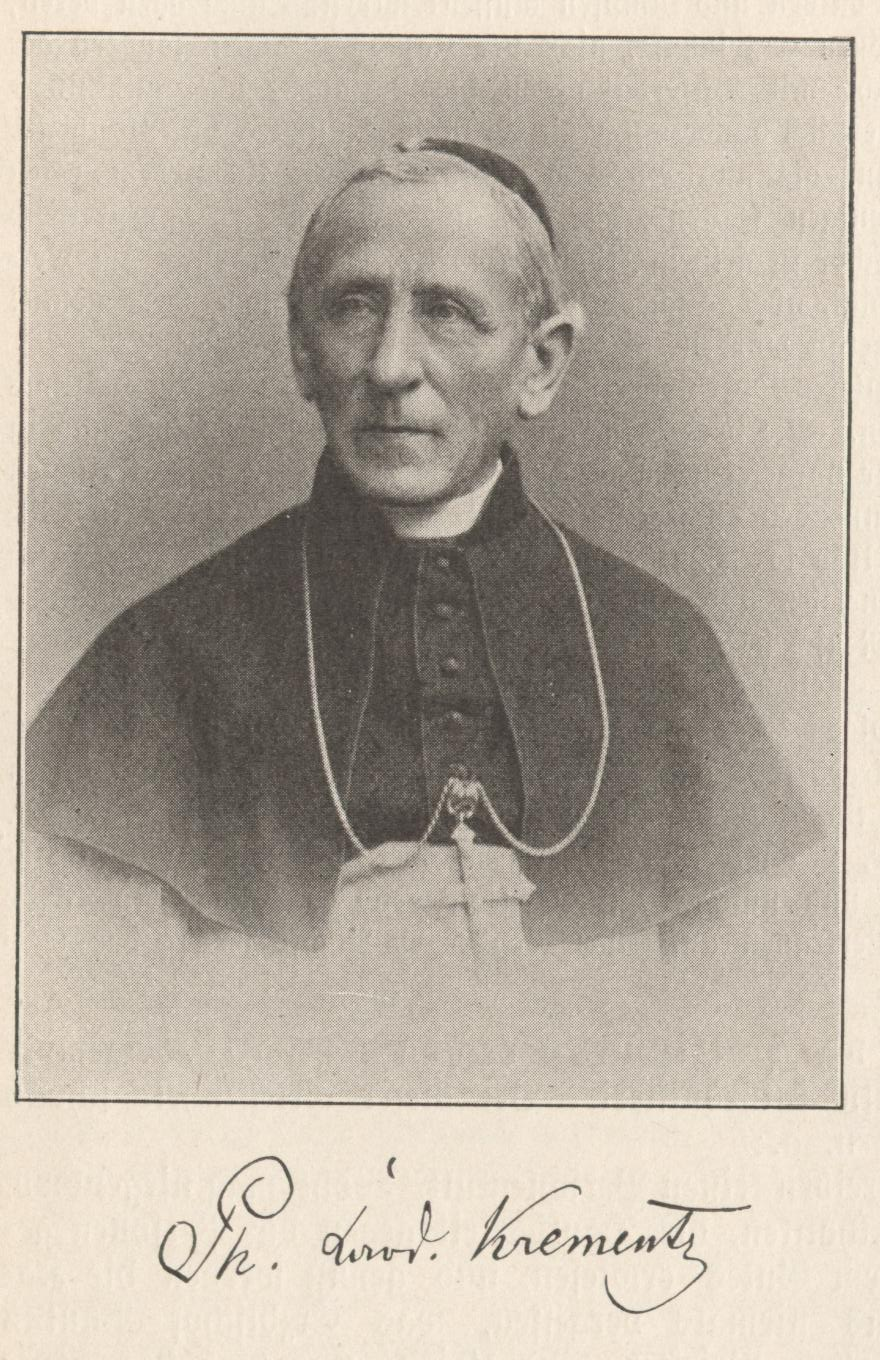
필립 크레멘츠 추기경

필립 크레멘츠(독일어: Philipp Krementz, 1819년 12월 1일 - 1899년 5월 6일)는 독일 가톨릭교회의 주교이며, 1893년 추기경에 서임되었다.
1867년부터 1885년까지 에믈란트의 교구장으로 재직하였으며, 1884년부터 1896년까지 독일 가톨릭 주교회의 의장을 지냈다. 1885년에는 쾰른 대교구장에 임명되었다.